# Sopworth
Sopworth – wieś w Anglii, w hrabstwie Wiltshire. Leży 65 km na północny zachód od miasta Salisbury i 148 km na zachód od Londynu.